# Luiza Bernadotte
Luiza Józefina Eugenia, duń. Lovisa Josephina Eugenia  (ur. 31 października 1851 w Sztokholmie, zm. 20 marca 1926 w Kopenhadze) – królowa Danii, księżniczka Szwecji i Norwegii. Była jedyną córką Karola XV, króla Szwecji i Norwegii (1826–1872) oraz królowej Ludwiki Orańskiej (1828–1871).

## Zarys biografii
28 lipca 1869 w Sztokholmie poślubiła następcę tronu Danii, księcia Fryderyka, późniejszego króla Fryderyka VIII (1843–1912). Małżeństwo nie było oparte na uczuciach, lecz raczej na wspólnocie interesów politycznych monarchii skandynawskich: Szwedzi poprzez związek z zasiedziałą dynastią duńską pragnęli podnieść prestiż swojej własnej (panującej dopiero od 1818), a Duńczycy chcieli mocniej związać swój kraj politycznie z królestwem szwedzko-norweskim (szczególnie po izolacji Danii spowodowanej przegraną wojną z Prusami w 1864) i jej zamożną rodziną królewską. W 1906 roku Luiza zasiadła wraz z mężem na tronie Danii. Para miała czterech synów i cztery córki:
- Chrystian X (1870–1947) – król Danii;
- Karol (1872–1957) – król Norwegii jako Haakon VII;
- Luisa (1875–1906);
- Harald (1876–1949);
- Ingeborg (1878–1958);
- Thyra (1880–1945);
- Gustav (1887–1944);
- Dagmar (1890–1961).

Według prawa szwedzkiego, Luiza nie mogła zasiąść na tronie po ojcu, ponieważ tron Szwecji mogli dziedziczyć jedynie mężczyźni. Po śmierci jej ojca, na tronie zasiadł jego brat Oskar II (1829–1907). Jej drugi syn został sukcesorem jej stryja, zasiadając w 1905 r. na tronie Norwegii jako Haakon VII po rozwiązaniu unii szwedzko-norweskiej.
Królowa Luiza nie lubiła uczestnictwa w życiu publicznym i najlepiej sprawdzała się w roli matki i pani domu w pałacu królewskim. Pogłębiała swoje zainteresowania sztuką i literaturą. Była osobą głęboko religijną i wspierała chrześcijańskie organizacje dobroczynne. Została pochowana u boku męża w katedrze w Roskilde.